# Кандиба Данило
Дани́ло Канди́ба (1708—1780) — представник роду конотопської козацької старшини XVIII ст.
На кошти Данила Кандиби на місці церкви XVII ст. в Конотопі була збудована нова дерев'яна церква в ім'я Сорока мучеників. Зберігся лист Київського Митрополита Тимофія до Данила Кандиби з приводу освячення нового храму, датований 27 грудня 1751:
|  | Благородный господин Данило Кандыба. Писание вашего благородия сего декабря 24-го дня мы получили, которым изволите нашего благословения на освящение вновь устроенной св. четыредесяти мученик Конотопской церкви. На оное писание вашему благородию архиерейско объявляем, как и пред сим благородию архиерейско объявливано, что когда зато не прогневится, надлежить тому быть от протопопа конотопского Моисея Криветского представление к нам об оной, вновь состроенной, церкви засвидетельствованием указных обстоятельствах, коих при сем копия приложена, когда будят прислано, в то время и не освящение оной от нас грамота выдана будет. При сем Божия благословения вашему благородию и всему почтенному дому вашему желая, пребываем. Вашего благородия всего добра искренне желательный богомолец и услужливый пастырь митрополит Киевский Тимофей. 1751 г. декабря 27 |

Цю церкву у народі назвали кандибівською і простояла вона до будівництва Вознесенської церкви.

## Виноски
1. ↑  Филарет (Гумилевский). Историко-статистическое описание Черниговской епархии. Кн.6. Уезды: Новгород-Северский, Сосницкий, Городницкий, Конотопский, Борзенский. – Чернигов, 1874. – С.282-283.
2. ↑  «Вознесенська церква і родинний склеп Драгомирових». [Архівовано 9 липня 2021 у Wayback Machine.] Автор: Козлов О. М., провідний спеціаліст Державного архіву Сумської області